# JQuery
jQuery是一套跨瀏覽器的JavaScript函式庫，用于简化HTML與JavaScript之間的操作。約翰·雷西格（John Resig）在2006年1月的BarCamp NYC上釋出了第一個版本。目前由Dave Methvin领导的团队进行开发。全球前10,000个访问最高的网站中，有65%使用了jQuery，是曾經最受歡迎的JavaScript函式庫。

## 簡介
jQuery是开源软件，使用MIT许可证授权。 jQuery的语法设计使得许多操作变得容易，如操作文档对象（document）、选择文档对象模型（DOM）元素、创建动画效果、处理事件、以及开发Ajax程序。jQuery也提供了给开发人员在其上创建插件的能力。这使开发人员可以对底层交互与动画、高级效果和高级主题化的组件进行抽象化。模块化的方式使jQuery函数库能够创建功能强大的动态网页以及网络应用程序。
微软和诺基亚已宣布在他们的平台上绑定jQuery。微软最初在Visual Studio中集成了jQuery以便在微软自己的ASP.NET AJAX框架和ASP.NET MVC Framework中使用，而诺基亚则在他的Web运行时组件开发平台中集成了jQuery。MediaWiki自从1.16版本后也开始使用jQuery。
jQuery 1.3版以後，引入全新的層疊樣式表（CSS）选择器引擎Sizzle。同時不再提供Packed版本，因為解壓縮所消耗的時間，遠大於所節省的下載時間，且不利於除錯，且已有Google AJAX Libraries API等公開站台提供jQuery的js的引用服务，故Packed版本原本的優點已蕩然無存。

## 特色
jQuery有下列特色：
- 使用多浏览器开源选择器引擎Sizzle（jQuery项目的衍生产品）进行DOM元素选择[11]
- 基于CSS选择器的DOM操作，使用元素的名称和属性（如id和class）作为选择DOM中节点的条件
- 事件
- 特效和動畫
- Ajax
- Deferred和Promise对象来控制异步处理
- JSON解析
- 通过插件扩展
- 工具函数，如特征检测
- 现代浏览器中原生的兼容性方法，但对于旧版浏览器需要后备（fallback）方法，比如inArray()和each()
- 多浏览器（不要与跨浏览器混淆）支持

### 浏览器支持
jQuery 3.0及以后版本支持“当前−1版本” 的Firefox、Chrome、Safari、Edge（就是说当前稳定版本以及当前稳定版本之前的一个版本），另外还支持Internet Explorer 9以后的IE版本。在移动端支持iOS 7+和Android 4.0+。

## 用法

### 加載jQuery
jQuery库是包含所有公共DOM、事件、效果和Ajax函数的一个JavaScript文件。可以通过链接到本地副本或公共服务器提供的许多副本之一把jQuery包含在网页中。jQuery有一个由MaxCDN托管的內容傳遞網路（CDN）。 Google和微软也托管了jQuery。
```
<
script
 
src
=
"jquery.js"
></
script
>

```

也可以直接从CDN中加载jQuery：
```
<
script

  
src
=
"https://code.jquery.com/jquery-3.3.1.min.js"

  
integrity
=
"sha256-FgpCb/KJQlLNfOu91ta32o/NMZxltwRo8QtmkMRdAu8="

  
crossorigin
=
"anonymous"
></
script
>

```

### 使用风格
jQuery有两种使用风格：
- 通过jQuery对象的工厂方法$函数。这些函数通常称作命令，使用方法链进行调用，因为它们都返回jQuery对象。
- 通过$.开头的函数。这些是工具函数，它们不直接作用于jQuery对象。

在jQuery中访问和操作多个DOM节点通常从用CSS选择器字符串调用$函数开始。这会返回一个引用HTML页面中所有匹配元素的jQuery对象。比如$("div.test")，会返回一个拥有class test的所有div元素的jQuery对象。可以通过调用返回的jQuery对象或节点本身的方法来操作这个节点集。

### 无冲突模式
jQuery还有.noConflict()模式，这会释放对$的控制。如果其他的库也使用$作为标识符的话，这个模式会比较有用。在无冲突模式下，开发人员可以使用jQuery替代$而不会缺失任何功能。

### 典型的代码开头
通常，jQuery是通过将初始化代码和事件处理函数放入$(handler)中来使用的。当浏览器构建DOM并发送加载事件时触发。
```
$
(
function
()
 
{

    
// 这个匿名函数是页面加载完成时要调用的函数。

    
// jQuery代码，事件处理回调写在这里。

});

```

或者
```
$
(
fn
);
 
// 在其他地方定义的名为fn的函数，是页面加载完成时要调用的函数。

```

或者我们也可以使用
```
$
(
document
).
ready
(
function
()
 
{

    
// 这是页面完成加载时要调用的函数。

    
// jQuery代码，事件处理回调写在这里。

});

```

由于历史原因，$(document).ready(callback)已经成为DOM就绪时运行代码的实质性标志。但jQuery 3.0以后，鼓励开发人员使用更简短的$(handler)标志。
对尚未加载的元素进行事件处理的回调函数可以作为匿名函数在.ready()内部注册。这些事件处理函数只会在触发事件时被调用。例如，下面的代码添加了一个，用于在img图像元素上单击鼠标事件的处理函数。
```
$
(
function
()
 
{

    
$
(
'img'
).
on
(
'click'
,
 
function
()
 
{

        
// 处理页面中任何img元素上的click事件。

    
});

});

```

### 链接（Chaining）
jQuery命令通常返回一个jQuery对象，因此命令可以链接：
```
$
(
'div.test'
).
add
(
'p.quote'
).
addClass
(
'blue'
).
slideDown
(
'slow'
);

```

这行代码找到了所有class属性为test的div标签，以及所有class属性为quote的p标签的并集，对于所有匹配的元素都增加一个blue的class属性，并用一个动画增加了它们的高度。函数$与add影响匹配的元素有哪些，而addClass和slideDown影响了引用的节点。
一些jQuery函数返回特定的值（例如$('#input-user-email').val()）。在这些情况下，由于该值没有引用jQuery对象，链接将不起作用。

### 创建新的DOM元素
除了通过jQuery对象层次结构访问DOM节点外，如果作为参数传递给$()的字符串看起来像HTML，也可以创建新的DOM元素。例如，这行代码找到ID为carmakes的HTML select元素，并会增加一个value属性为"VAG"、文字为"Volkswagen"的option元素：
```
$
(
'select#carmakes'
)

    
.
append
(
$
(
'<option>'
)

    
.
attr
({

        
value
:
"VAG"

    
})

    
.
append
(
"Volkswagen"
));

```

### 工具函数
带有$.前缀的jQuery函数是工具函数，或者说是影响全局属性和行为的函数。下面的例子使用了函数each()来遍历数组：
```
$
.
each
([
1
,
2
,
3
],
 
function
()
 
{

    
console
.
log
(
this
 
+
 
1
);

});

```

这会将“2”，“3”，“4”写入控制台。

### Ajax
使用$.ajax()可以执行跨浏览器的Ajax请求。其相关方法可用于加载和处理远程数据。
```
$
.
ajax
({

    
type
:
 
'POST'
,

    
url
:
 
'/process/submit.php'
,

    
data
:
 
{

        
name
 
:
 
'John'
,

        
location
 
:
 
'Boston'

    
},

}).
done
(
function
(
msg
)
 
{

    
alert
(
'Data Saved: '
 
+
 
msg
);

}).
fail
(
function
(
xmlHttpRequest
,
 
statusText
,
 
errorThrown
)
 
{

    
alert
(
'Your form submission failed.\n\n'

      
+
 
'XML Http Request: '
 
+
 
JSON
.
stringify
(
xmlHttpRequest
)

      
+
 
',\nStatus Text: '
 
+
 
statusText

      
+
 
',\nError Thrown: '
 
+
 
errorThrown
);

});

```

本示例将数据name=John和location=Boston发布到服务器上的/process/submit.php。当这个请求结束时，会调用success函数来提醒用户。如果请求失败，它会提醒用户，告知该请求的状态以及特定的错误。

#### 异步
请注意，上面的例子使用$.ajax() 的延期性来处理它的异步特性：.done()和.fail()创建仅在异步过程完成时才运行的回调。

## 發佈版本
JQuery目前分成1.x版、2.x版、3.x版，這三種發佈版本，後两种不再支援IE 6/7/8，前者透過jQuery Migrate plugin與先前版本保持相容。
| 版本号 | 发布日期      | 最新更新               | 大小（KB） | 备注 |
| ------ | ------------- | ---------------------- | ---------- | --- |
| 1.0    | 2006年8月26日 |                        |            | 第一个稳定版本                                                                                               |
| 1.1    | 2007年1月14日 |                        |            | |
| 1.2    | 2007年9月10日 | 1.2.6                  | 54         | |
| 1.3    | 2009年1月14日 | 1.3.2                  | 55.9       | 将Sizzle选择器引擎引入核心                                                                                   |
| 1.4    | 2010年1月14日 | 1.4.4                  | 76         | |
| 1.5    | 2011年1月31日 | 1.5.2                  | 83         | 延迟回调管理，ajax模块重写                                                                                   |
| 1.6    | 2011年5月3日  | 1.6.4                  | 89         | 显著改善attr()与val()的性能                                                                                  |
| 1.7    | 2011年11月3日 | 1.7.2 (2012年3月21日)  | 92         | 新的事件API：.on()和.off()，而旧的API仍然支持。                                                              |
| 1.8    | 2012年8月9日  | 1.8.3 (2012年11月13日) | 91.4       | 重写Sizzle选择器引擎，改善动画和$(html, props)的灵活性。                                                     |
| 1.9    | 2013年1月15日 | 1.9.1 (2013年2月4日)   | 90         | 移除弃用接口，清理代码                                                                                       |
| 1.10   | 2013年5月24日 | 1.10.2 (2013年7月3日)  | 91         | 修复了1.9和2.0 beta版本周期的bug和差异                                                                       |
| 1.11   | 2014年1月24日 | 1.11.3 (2015年4月28日) | 95.9       | |
| 1.12   | 2016年1月8日  | 1.12.4 (2016年5月20日) | 95         | |
| 2.0    | 2013年4月18日 | 2.0.3 (2013年7月3日)   | 81.1       | 除去对IE 6-8的支持以提高性能，并降低文件大小                                                                 |
| 2.1    | 2014年1月24日 | 2.1.4 (2015年4月28日)  | 82.4       | |
| 2.2    | 2016年1月8日  | 2.2.4 (2016年5月20日)  | 85.6       | |
| 3.0    | 2016年6月9日  | 3.0.0 (2016年6月9日)   | 86.3       | Deferred、$.ajax、$.when支持Promises/A+，令.data()兼容HTML5                                                  |
| 3.1    | 2016年7月7日  | 3.1.1 (2016年9月23日)  | 86.3       | 加入jQuery.readyException，ready handler错误现在不会不显示了                                                 |
| 3.2    | 2017年3月16日 | 3.2.1 (2017年3月20日)  | 84.6       | 增加了对检索<template>元素内容的支持，弃用了多种旧方法。                                                     |
| 3.3    | 2018年1月19日 | 3.3.1 (2018年1月20日)  | 84.8       | 弃用旧函数，函数现在可以接受类，并支持其写成数组格式。                                                       |
| 3.4    | 2019年4月10日 | 3.4.1 (2019年5月1日)   | 86.1       | 改進性能，增加nonce及nomodule，修復radio elements。                                                          |
| 3.5    | 2020年4月10日 | 3.5.1 (2019年5月4日)   | 87.4       | 安全性更新，以.even()及.odd()代替:even及:odd，棄用jQuery.trim。                                              |
| 3.6    | 2021年3月2日  | 3.6.4 (2023年3月8日)   | 88.2       | 错误修正，当发生JSONP错误时返回JSON，兼容新版Chrome选择器。                                                  |
| 3.7    | 2023年5月11日 | 3.7.1 (2023年8月28日)  | 85.4       | 添加了 .uniqueSort() 方法，性能优化，优化 .outerWidth(true) 和 .outerHeight(true) 对负边距的处理，焦点修复。 |

## 子项目
以下项目均是源自于Interface插件

### jQuery UI
基于jQuery的用户界面库，包括拖放、缩放、对话框、标签页等多个组件。

### jQuery Tools
jQuery Tools是一個第三方的套件，基於jQuery。包括了标签页、表單驗證、滑鼠滾輪事件等多个组件。

### jQuery Mobile
基於jQuery的手機網頁製作工具，jQuery Mobile的網站上包含了網頁的設計工具、主題設計工具。另外jQuery Mobile的js插件包含了換頁、事件等的多項功能。

## 参阅
- jQuery UI

### 競品
- Prototype JavaScript框架
- MooTools（英语：MooTools）

## 相關書籍
英文
- Learning jQuery, ISBN 1-84719-250-5
- jQuery in Action, ISBN 1-933988-35-5
- Pro JavaScript Techniques, ISBN 1-59059-727-3

中文
- 锋利的jQuery , ISBN 978-7-115-20701-2
- 網頁設計？愛上jQuery, ISBN 978-986-6850-84-4
- Learning jQuery中文版，ISBN 978-986-6761-60-7
- jQuery UI & Plugins, ISBN 978-986-6551-11-6
- 你不能錯過的 jQuery 指南 ISBN 9789572244173

## 外部連結
- jQuery官方网站（页面存档备份，存于）
- jQuery UI官方网站（页面存档备份，存于）
- jQuery - Google Code （页面存档备份，存于）（各版本JQuery的下載處）
- YouTube上的jQuery（2008年4月3日，Google Tech Talks）
- Github上的jQuery 原始碼 （页面存档备份，存于）